# Mevrouw Theepot
Mevrouw Tuit is de naam van de sprekende theepot in de film van Disney, genaamd Belle en het Beest. Ze heeft een zoon genaamd Barstje (hij is een theekopje).
Mevrouw Tuit zingt overigens ook het bekendste liedje uit de tekenfilm namelijk Belle en het Beest, in het buitenland bekender onder de titelsong Beauty and the Beast of La belle et la Bête.
Het Beest werd een beest toen hij op een koude winternacht als prins geen onderdak wilde bieden aan een oude vrouw in ruil voor een roos. Toen hij na 3 keer weigerde smolt de lelijke oude vrouw weg om plaats te maken voor een beelschone tovenares. "Als straf" betoverde ze de prins om in een beest en sprak ook een vloek uit over het kasteel en alle bewoners van het kasteel, waaronder mevrouw Tuit (officiële naam) of ook wel mevrouw Theepot.
De stem van Mevrouw Tuit werd in Amerika gedaan door Angela Lansbury, bekend van de serie Murder, She Wrote. De Nederlandse Mevrouw Tuit was Henny Orri.